# Ramses Shaffy
Ramses Shaffy, né le 29 août 1933 à Neuilly-sur-Seine et mort le 1er décembre 2009 à Amsterdam, est un chanteur et acteur néerlandais. 

## Biographie

### Famille, jeunesse et formation
Ramses Shaffy est le fils d'une comtesse polonaise d'origine russe et d'un diplomate égyptien. À six ans, à la suite de la tuberculose de sa mère, il est confié à une tante habitant à Utrecht aux Pays-Bas. Il est ensuite confié à une famille adoptive de Leyde qu'il refusera de quitter pour rejoindre sa mère.

### Carrière artistique
Ses chansons les plus connues sont Sammy (1966) et Laat me (1978).

## Sources
1. ↑  shaffy.nl